# 高橋和希
高橋和希（日语：／ Takahashi Kazuki），本名高橋一雅（日语：／ Takahashi Kazuo，1961年10月4日—2022年7月4日（推定）），日本男性漫畫家、插畫家，東京都出身。

## 生平

### 早年
1961年10月4日出生於東京。高橋就讀幼兒園時身體和食慾狀況都缺佳，午餐時間成了他培養繪畫技巧的機會。 從孩童到青少年間，他曾經繪畫《虎面人》、《奧特曼》、《宇宙戰艦大和號》、《鐵甲萬能俠》、《惡魔人》等簡單與複雜的藝術作品，也同堂兄弟創作了八頁搞笑漫畫和包含《假面騎士》的二十頁同人誌。
高橋對學業不感興趣。國中一年級時，高橋曾在其他同學面前被班主任批評為「除了吃喝拉撒睡以外什麼都不知道的大便製造器」。 在公開羞辱的憤怒驅使下，高橋立下決心成為漫畫家。 高中二年級時，他也以成為手塚製作背景動畫師為目標，同時抱著通過招聘考試就退學的心態而參與面試，但最終以低迷藝術水平的因素而宣告失敗。隨後，高橋成為企業標誌和橫幅設計師，其中包括老虎機面板設計，同時也透過相關漫畫出版社提交多部作品，就此同步了成為漫畫家的旅程。

### 職涯簡歷
- 1981年—在《週刊少年Sunday》上投稿短篇作品 ING LOVE BALL （获得第八回小学馆新人漫画赏）
- 20歲左右在遊戲公司擔任商業設計師時，立志成為一名認真的漫畫家，因而開始擔任漫畫家助理。[6]。
- 1986年—在《週刊少年Magazine》连载动改漫画《战球小子》。
- 1990年—在《週刊少年Jump》上發表處女作《鬥輝王之鷹》。（高橋一雅名義）
- 1991年—《天燃色男兒BURAY》在《週刊少年Jump》上連載開始。（高橋一雅名義）
- 1996年—《遊戲王》在《週刊少年Jump》上連載開始。
- 1998年—《遊戲王》動畫化。（朝日電視台）
- 2000年—《遊戲王—怪獸之決鬥》動畫化。（東京電視台）[7]
- 2004年—《遊戲王》連載結束。之後他監督《遊戲王R》和《游戏王GX》，他的創作活動則僅限於為《遊戲王》系列提供形象設計。
- 2015年—因對漫畫的傑出貢獻獲得圣地亚哥国际漫画展頒發的墨寶獎（英语：Inkpot_Award）。[8][9]
- 2019年—作為《週刊少年Jump》編輯部與漫威漫畫的合作企劃的一部分，公佈以鋼鐵人和蜘蛛人為主題的單篇作品《SECRET REVERSE》[10]。

### 逝世
2022年7月6日上午，日本第十一管區海上保安本部於沖繩縣名護市近海發現身穿浮潛裝備的遺體，警方在現場調查後確認為高橋和希，享壽60歲。高橋獨自一人前往沖繩，當地一家汽車租賃公司報告稱無法聯絡到高橋。在距離屍體約12公里的恩納村農業道路上，發現一輛出租汽車，並在車上找到高橋的駕駛執照。，有人認為他是遭到鲨鱼攻擊下被啃咬致死，因為發現時屍體有殘破不堪的情形，後經法醫證實為溺斃，也将死亡日期推定为7月4日下午。
另据《星條旗報》的报道，同日同地7月4日下午冲绳县恩納村的潜水地发生溺水事件，駐日美國陸軍潛水教練羅伯特·布爾喬（Robert Bourgeau）少校和其一名学生下水救出三人，另一学生则拨打报警电话，事后布爾喬的学生证言看到高桥和希也下水救人，布爾喬在事后评价高桥和希“是个英雄，他为了救别人而死”。10月14日，日本海上保安厅也正式宣布死因，表示之前没公布全貌是为了照顾被救少女的心理健康，此次是与高桥和希的家属协商后决定的。

## 作品列表

### 漫画

#### 雅はじめ名義
- 《ING! LOVE BALL》（1981年、《週刊少年Sunday》、小學館）
- （1982年、《週刊少年Sunday》、小學館）
- （1982年、《週刊少年Sunday》、小學館）
- （1982年、《週刊少年Sunday》、小學館）
- （1983年、《週刊少年Sunday》、小學館）

#### 高橋かずお名義
- 《戰球小子（日语：剛Q超児イッキマン）》（1986年、《週刊少年magazine》。1986年、講談社。全2巻、原案：戰田波靖男（日语：たなみやすお））

#### 高橋一雅名義
- 《鬥輝王之鷹》（1990年、《週刊少年Jump》夏天增刊號。處女作）
- （1991年、《週刊少年Jump》夏天增刊號）
- 《天燃色男兒BURAY（1991年 - 1992年、《週刊少年Jump》。1992年、集英社。全2巻）

#### 高橋和希名義
- 《遊戲王》（1996年－2004年、《週刊少年Jump》。全38卷）
- 《遊戲王R》（2004年 - 2007年、《V Jump》。漫画：伊藤彰（日语：伊藤彰 (漫画家)）、擔任原案・監修，全5巻）
- 《遊戲王GX》（2005年 - 2011年、《V Jump》。2006年、集英社。漫画：影山直之（日语：影山なおゆき）、擔任原案・監修。全9卷）
- 《游戏王ZEXAL》（2010年 - 2015年、《V Jump》。漫画：三好直人（日语：三好直人）、系列構成：吉田伸、擔任原案・監修）
- 《游戏王 D Team Zeal》（2012年 - 2014年、《最强Jump》。漫画：友永晃浩、擔任原案・監修）
- 《遊戲王ARC-V》（2015年 - 2019年、《V Jump》。漫画：三好直人、系列構成：吉田伸、決鬥構成：彦久保雅博、擔任原案・監修）
- 《DRUMP》（2013年、《週刊少年Jump》、單篇作品）
- 《遊戲王：Transcend Game》（2016年、《週刊少年Jump》，兩週連載作品）
- 《THE COMIQ》（2018年、《週刊少年Jump》短期集中連載。全1巻）
- 《SECRET REVERSE》（2019年、《週刊少年Jump》、單篇作品）

### 插圖/角色設計

#### 動畫作品
- 《遊戲王－怪獸之決鬥 光之金字塔》
- 《游戏王GX》
- 《遊戲王！決鬥怪獸亞歷克斯（日语：遊☆戯☆王デュエルモンスターズALEX）》※日本未公開
- 《游戏王5D's》
- 《遊戲王ZEXAL》
- 負責主角、劇本、形象板、主要怪物、決鬥自行車“D-WHEEL”等原案設計。
- 《10th週年劇場版 遊戲王 ～超融合！跨越時空的羈絆～》
作為7種原創角色「悖論」和「罪惡怪物」的設計稿和原畫工作人員參與。
- 《遊戲王：次元的黑暗面》
作為原作、劇本、角色設計、執行製片人、故事板和原創繪圖人員參與。

#### 書籍
- 《遊☆戯☆王 キャラクターズガイド ―真理の福音―　ISBN 4088733630》
- 《DUEL ART 高橋和希 遊☆戯☆王イラスト集》 (V-JUMP SPECIAL BOOK) ISBN 4087823989
- 《V Jump》2011年2月号、2012年2月号、7月号

#### 遊戲作品
- 《遊戲王集換紙牌遊戲》
- 《遊戲王 被封印的記憶（日语：遊☆戯☆王_真デュエルモンスターズ_封印されし記憶）》
- 《遊戲王 King Tag Force系列（日语：遊☆戯☆王_タッグフォースシリーズ）》
- 《遊戲王：決鬥怪獸（日语：遊☆戯☆王デュエルモンスターズ_(コンピューターゲーム)#携帯電話・スマートフォンアプリ）》

### 其他
- 《鼻毛真拳》 10巻 （作者：澤井啟夫） - 單頁合作

## 個人生活
- 高橋喜歡玩將棋、麻將、紙牌遊戲和桌面角色扮演遊戲等遊戲。[20]
- 根據《週刊少年Jump》的採訪，高橋和希最喜歡的日本漫畫包括大友克洋的《阿基拉》 、荒木飛呂彥的《JoJo的奇妙冒险》和鳥山明的《七龙珠》 ，也喜歡閱讀美國漫畫，地狱男爵是他最喜歡的美國漫畫人物。

## 參看
- 大島矢須一 - 高橋和希曾作為助手參與工作[1]。
- 影山直之（日语：影山なおゆき）
- 伊藤彰（日语：伊藤彰 (漫画家)）
- 友永晃浩

## 外部連結
- （日語）
- 遊戲王.com （页面存档备份，存于）
- 高橋和希的Instagram帳戶

1. ↑  ジャンプ流08　まるごと高橋和希